# Боніфацій II (маркграф Тосканський)
Боніфацій II (†бл.838, граф Лукки з 5 жовтня 823, маркграф Тосканський (828—834). Спадкував престол після свого батька Боніфація I.
Захищав Корсику (як її префект з 823 року) від сарацинів. Влітку 828 спорядив невеликий флот для пошуку сарацинських піратів. Не знайшовши їх висадився на Сардинії та звідти вирішив напасти на Африку. Висадка на африканське узбережжя між Утікою та Карфагеном виявилась невдалою.
830 року заснував на півдні Корсики місто Боніфацію. У 833 підтримував імператора Людовика Благочестивого, за що король Італії Лотар I позбавив його влади у маркграфстві, призначивши на його місце Агана. Боніфацій брав участь у визволенні імператриці Юдити Баварської з монастиря-темниці та поверненні її до Аахена. Останні роки життя провів при дворі імператора.